# Осієцька ударна бригада
О́сієцька ударна бригада (сербохорв. Osječka udarna brigada) — військове тактичне формування Народно-визвольної армії Югославії (НВАЮ), яке брало участь у визволенні Хорватії в роки Другої світової війни. Була другою у НВАЮ за чисельністю громадян СРСР, які воювали в її лавах. Бійцями бригади стали близько 380 колишніх радянських військовополонених і примусових робітників, яких воєнні події закинули в історичну область Хорватії — Славонію.

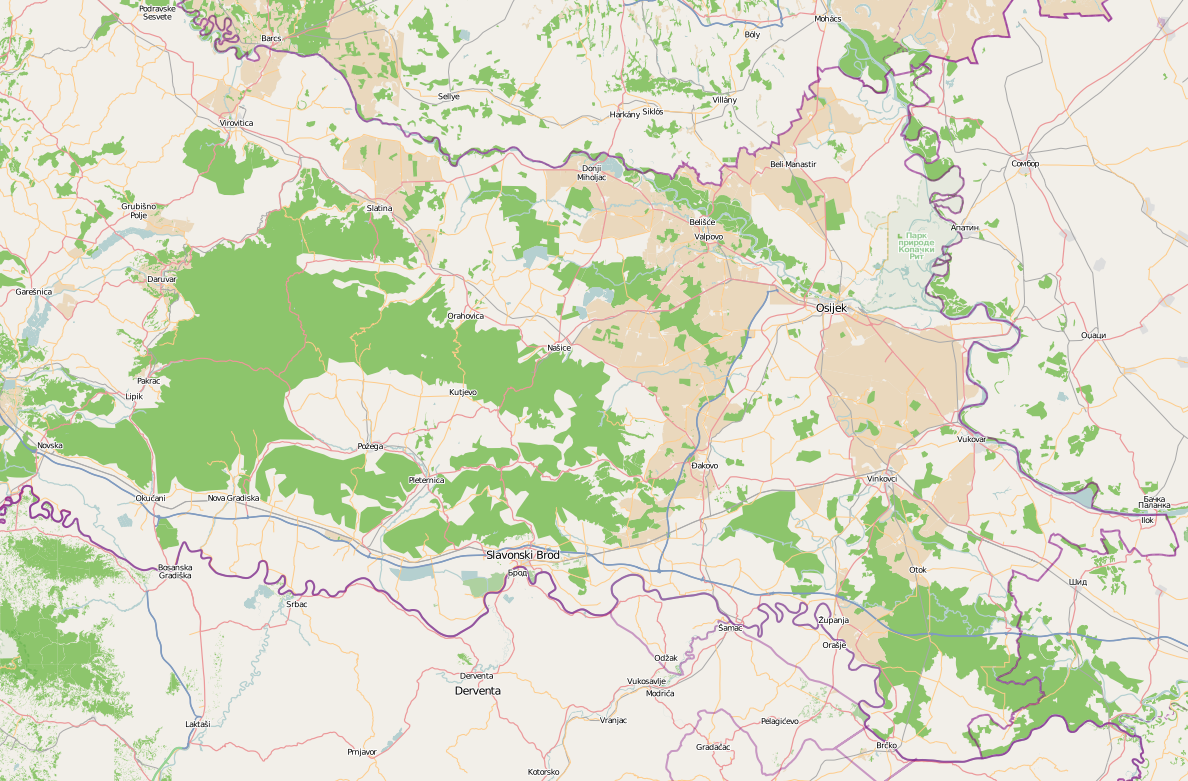
Славонія

Створена 1 березня 1944 року на терені села Слободна Власт (громада Леваньська Варош) у складі 3-х батальйонів чисельністю 600 бійців. При формуванні в бригаду увійшли по одному батальйону з Дільського і Пожезького партизанських загонів, батальйон 1-ї Чехословацької бригади «Ян Жижка», укомплектований хорватами і сербами, а також бійці Посавського партизанського загону. Свою назву отримала на честь міста О́сієк. 5 березня включена до складу 12-ї Славонської дивізії 6-го Славонського корпусу НВАЮ. Активно брала участь у бойових діях на території Славонії і Подравини. Відзначилася під час оборонних боїв у районі Славонської Пожеґи у липні 1944 року. 5 жовтня 1944 року, після 40-годинного штурму, спільно із 12-ю Славонською ударною бригадою визволила Вировитицю. Найбільшу перемогу здобула 13 листопада 1944 року в бою за село Пишкоревці, де повністю розбила німецький 2-й поліцейський батальйон. 14 квітня 1945 року першою увійшла у визволене місто Осієк.
Почесне звання «ударна» присвоєно бригаді 1 жовтня 1944 року. Бойові заслуги бригади були відмічені орденами «За заслуги перед народом» І-го ступеня (1961 р.) і «Братерства та єдності» І-го ступеня (1980 р.).
20 грудня 1951 року першому командиру Осієцької бригади Мілану Йока (1922—1991) присвоєно звання Народного героя Югославії.

## «Російські» формування бригади
Вже з часу створення в оперативних документах бригади і 6-го корпусу зустрічаються повідомлення про «руський» взвод (сербохорв. ruski vod). За традицією того часу в Югославії росіянами називали громадян СРСР незалежно від їхньої національності. Відповідно «руськими», або «російськими» називали і військові формування НВАЮ, які повністю або частково складалися із радянських громадян.
У травні 1944 року у бригаді формується «руська» 3-тя рота (сербохорв. ruska četa) 3-го батальйону чисельністю 80-85 осіб. Більшість її бійців становили радянські військовополонені, які утікали з табору у місті Славонський Брод. Багато з них виривалися з робочих команд, складених із молоді, примусово мобілізованої німцями на тимчасово окупованих територіях СРСР. Частина бійців роти були перебіжчиками з підрозділів 1-ї козачої дивізії вермахту.
У зв'язку зі зростанням чисельності радянських бійців у бригаді, 20 липня 1944 року штаб 6-го корпусу повідомив Головний штаб НВАЮ у Хорватії: «Росіян у Осієцькій бригаді посилили сербами і хорватами та сформували 4-й батальйон». Створення батальйону було завершено 2 серпня 1944 року. У цей час у бригаді числилося 147 радянських громадян.
Першим командиром радянської роти вважають москвича Петра Москвитіна. У звіті штабу 6-го корпусу, серед осіб, які відзначилися в бою 29 травня, командиром роти вказується Олександр Шляповський. Вже у документах, що датуються червнем 1944 року, командиром значиться Павло Максимович Гутіков, який став у подальшому заступником командира 3-го батальйону. В роті поруч воювали сибіряк Єгор Котомін, уродженець Пензенської області Дмитро Козелков, українці Григорій Луценко, Микола Шестопал, Іван Шпак тощо.
Свою боєздатність і згуртованість радянська рота показала незабаром після формування в бою 29 травня 1944 року на горі Диль в районі сіл Чаглин та Мигаловці. Відступаючи під тиском переважаючих сил противника, Осієцька бригада потрапила у засідку двох батальйонів усташів і домобранів. Сильний вогонь з близької відстані й атака усташів зім'яли її ряди. У цей критичний момент 3-й батальйон і його «руська» рота пішли у контратаку, відкинули противника та забезпечили прорив головних сил бригади з усім важким озброєнням. Після бою штаб 6-го корпусу в оперативному повідомленні Головному штабу у Хорватії відмітив всю «руську роту, яка своїми контратаками найбільше сприяла виходу з оточення підрозділів Осієцької бригади».

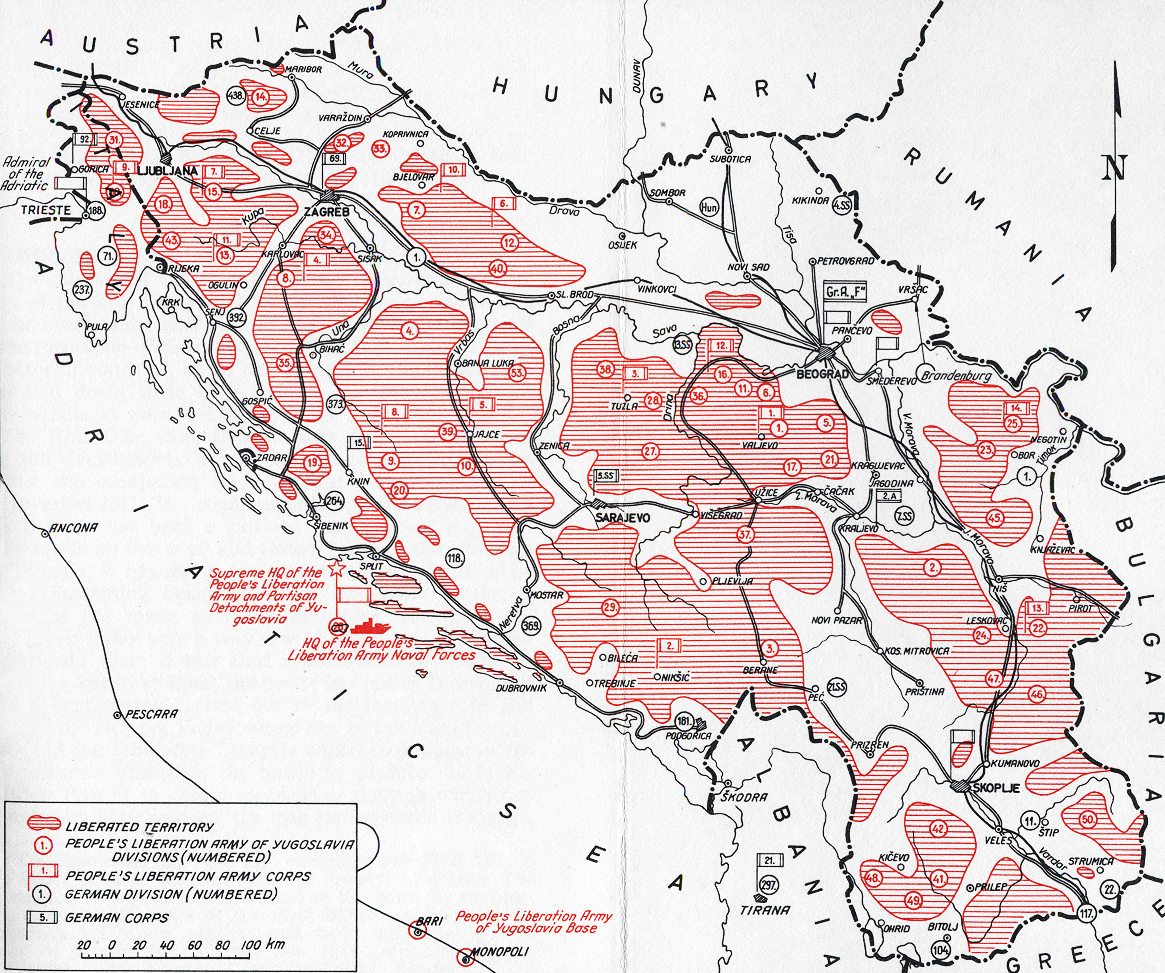
Карта територій Югославії, підконтрольних НВАЮ, вересень 1944 року

21 червня радянські бійці узяли участь у нападі на велику німецьку колону коло селища Брачевці на дорозі Джаково — Нашиці і примусили рятуватися втечею 8-й поліцейський батальйон СС. Через декілька днів ворог знов випробував їхню стійкість. Батальйон був оточений противником вночі у підковоподібній долині на північний схід від села Паучє. У нічному бою отримали поранення командир і комісар батальйону. Командування взяв на себе помічник комбата Павло Новіков. Через незайнятий німцями яр йому вдалось вивести радянських бійців з оточення. Партизани швидко разгорнулися для атаки і вдарили в тил німців. Батальйон вийшов із пастки. Далі бійці вели оборонні бої з усташами біля Славонської Пожеґи, відбивали атаки ворога коло міста Пакрац. Вони знов відзначилися під час визволення Вировитиці, Джурджеваца і в бою у Пішкоревцях. Були у радянських бійців не тільки успіхи, але й поразки. 14 грудня 1944 року під час бою за село Широко Поле вони опинилися між двох вогнів і, відбиваючись від противника, посиленого танками, зазнали найважчих втрат за весь час існування батальйону.
За хоробрість, проявлену в боях, радянські воїни бригади неодноразово відзначалися у документах 12-ї дивізії і 6-го корпусу. У списках відмічених осіб, крім згадуваного вище П. М. Гутікова, є: кулеметник Григорій Стефанович Болотов, комісар роти Олексій Горян, командир роти 3-го батальйона Іван Гречаний, боєць Олександр Летнєв, кулеметник Анатолій Олексійович Мащенкін, командир взводу Іван Уколов, командир роти Петро Українець, мінометник Олексій Шмихалов, командир роти Олександр Шляповський.

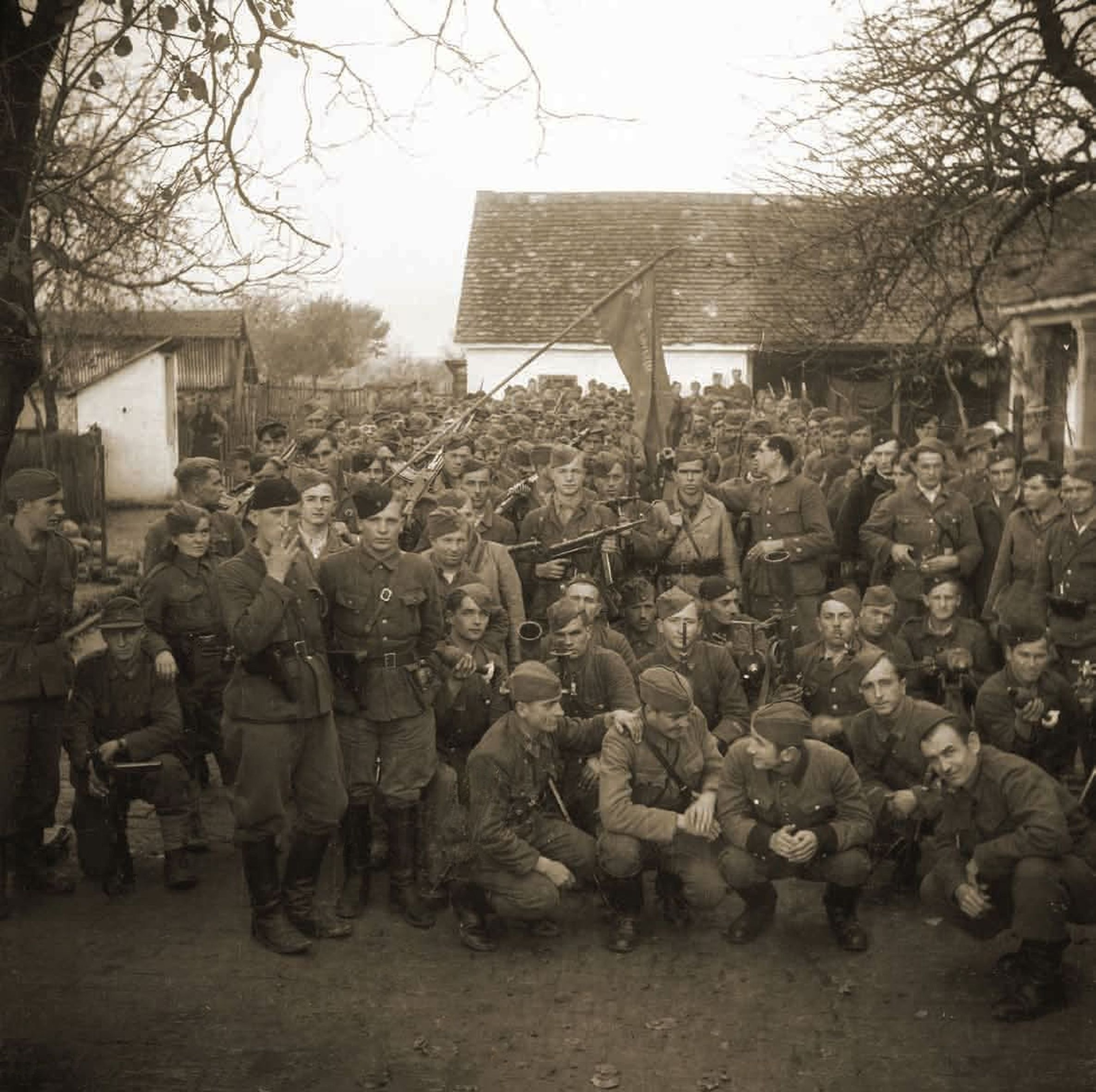
«Руський» батальйон Осієцької ударної бригади, Славонія, осінь 1944 року

Незважаючи на втрати, ряди радянських бійців Осієцької бригади швидко поповнювалися. Станом на 1 жовтня 1944 року в бригаді воювали 199 громадян СРСР. На 1 грудня в бригаді налічувалося 258 радянських громадян, а в кінці цього місяця — 340. То був період найвищої чисельності радянських підрозділів бригади. 23 грудня німці розпочали із Джаково наступ проти Осієцької бригади в районі населеного пункту Леваньська Варош, що тривав п'ять днів. Це були останні бої, в яких у складі бригади брав участь «руський» батальйон. Фронт швидко наближувався. З кінця грудня за наказом штабу 6-го корпусу розпочався перехід радянських бійців Осієцької бригади на Вировитицький плацдарм у розташування Червоної армії. Протягом січня 1945 року туди прибула більшість бійців радянського батальйону. Решта комбатантів через складну воєнну обстановку продовжувала боротися на хорватській землі.
Точні відомості про втрати радянського батальйону відсутні. У неповному списку загиблих бійців Осієцької ударної бригади значаться установчі дані та дати загибелі 39 осіб, серед них один з перших українців у лавах партизан Хорватії Іван Бандура.
За подвиги, вчинені у складі Осієцької бригади, сержанти Червоної армії П. М. Гутіков та Іван Григорович Гречаний нагороджені югославськими орденами «За хоробрість». Відомо, що П. М. Гутіков у 1947 році також нагороджений Орденом Вітчизняної війни ІІ ступеня. 
Радянським бійцям бригади присвячена глава Г. К. Платонова «За сигналом червоної ракети» у збірнику «Про що не говорилося у зведеннях».

## Версія про «російсько-український» батальйон
За повідомленням науковця із Чернівців I. Г. Буркута, у складі 6-го ударного корпусу НВАЮ у Славонії діяв «російсько-український» батальйон під командуванням капітана Мілоша Вуїча-Бєлаца. Першоджерелом цієї інформації вказується хорватський автор М. Вуїчич і його публікація в журналі русинів та українців Хорватії «Нова Думка». Єдиний «руський» батальйон у 6-му корпусі був у складі Осієцької бригади. Тут воювала і переважна більшість бійців 6-го Славонського корпусу — югославських українців за походженням. Так, у листопаді 1944 року 44 із 64 українців 6-го корпусу значилися саме у лавах Осієцької бригади. У звіті 12-ї Славонської дивізії містяться дані про перебування станом на 1 грудня 1944 року у лавах Осієцької бригади 36 із 44 українців цього з'єднання.

## Репатріація бійців батальйону
Для радянських бійців Осієцької бригади процес репатріації почався з кінця грудня 1944 року. Події розвивалися наступним чином. 8 грудня радянські війська зайняли угорське місто Барч на лівому березі річки Драва. Починаючи із цього дня на правий берег Драви були переправлені два полки 233-ї стрілецької дивізії 57-ї армії, які зайняли позиції в районі Питомачі і Вировитиці. Таким чином, на визволеній території Славонії був створений плацдарм Червоної армії. З цього часу частини 6-го Славонського і 10-го Загребського корпусів отримали флангове сполучення із радянськими військами і частинами 12-го Воєводинського корпусу НВАЮ. Визволена територія Славонії отримала значення оперативного плацдарму радянсько-югославських військ у Хорватії. За цією територією закріпилася умовна назва «Вировитицький плацдарм».
Депеша Головного штабу НВАЮ у Хорватії від 14 грудня 1944 року містить вказівку штабу 6-го корпусу «проінформувати росіян (громадян СРСР) у підпорядкованих підрозділах про те, що питання щодо їхньої репатріації поставлене перед командуванням Червоної армії і буде вирішено за узгодженням із радянською стороною».
На кінець грудня рішення було прийняте. В цей час бої за Вировитицький плацдарм були у самому розпалі. Попри це, першою через плацдарм у розташування Червоної армії виходила 3-тя «руська» рота 3-го батальйону Осієцької бригади. У звіті штабу 12-ї дивізії в штаб 6-го корпусу про бойові дії в районі села Леваньська Варош, датованому від 29 грудня 1944 року, повідомляється про її відбуття у повному складі чисельністю 61 боєць через село Лонджиця на Вировитицький плацдарм. Доповідь містить посилання на відомості від населення, які підтверджують проходження роти через Кутєво на Ораховицю. В документі є дані про склад озброєння радянських бійців: 4 ручні кулемети (сербохорв. puškomitraljeza), 1 легкий міномет, один легкий кулемет (сербохорв. laki mitraljez), 4 автомати, 35 гвинтівок, 37 гранат, 2700 гвинтівкових патронів, 3500 кулеметних патронів, 370 автоматних патронів. Подібний запис зберігся також у «Оперативному щоденнику 12-ї дивізії» за період з 1 жовтня 1944 року до 15 травня 1945 року.
Перехід радянських громадян із підрозділів 6-го корпусу відбувався у складних умовах боїв за Вировитицький плацдарм. На час прибуття роти у Вировитицю німці були вже на околицях міста і дерлись до переправи в селі Терезино Полє. Штабне листування 40-ї Славонської дивізії містить відомості про прибулу радянську роту. Із нього відомо, що шлях 3-ї роти у розташування Червоної армії видався не простим. У доповіді 18-ї Славонської ударної бригади у штаб дивізії від 3 січня 1945 року повідомляється, що «руська» рота 3-го батальйону Осиєцької ударної бригади на шляху слідування в пункт призначення була тимчасово придана для підсилення 3-му батальйону 18-ї бригади. 3 січня 1945 року рота взяла участь в контрударі 32-ї, 33-ї і 40-ї дивізій на західному секторі оборони Вировитицького плацдарму. В ході двухгодинного запеклого нічного бою радянські бійці разом із 3-м батальйоном 18-ї бригади з третьої атаки взяли висоту в районі на південь від селища Голо Брдо та відкинули підрозділи німецькой 1-ї козачої дивізії СС до села Шпишич-Буковиця.
13 січня 1945 року штаб 3-ї армії НВАЮ адресував 6-му і 10-му корпусам наказ наступного змісту:

Згідно з домовленостями із представниками Червоної армії, Вам доручається зібрати усіх радянських громадян, незалежно від того, хто, коли і як вступив у народно-визвольну армію.
Доручіть підпорядкованим підрозділам провести ревізію відомостей про особовий склад, відберіть тих, кого стосується цей наказ і зберіть цих людей при штабі дивізії або корпуса тощо для подальшого організованого відправлення в розташування компетентного радянського командування.
На кожного бійця комісари батальйонів мають подати комісару бригади, по можливості, повну характеристику. По відношенню до кожної особи надайте наступну інформацію: № 1 і № 2 — прізвище, по батькові і ім'я, № 3 — рік народження, № 4 — громадянство, № 5 — коли потрапив у полон і де, № 6 — коли приєднався до партизанів і як, № 7 — стисла характеристика за час перебування в НВАЮ, № 8 — примітки. Збір і відправлення зазначених осіб розпочати негайно.
Вищезазначені громадяни Радянського Союзу підлягають відправленню військовими і цивільними установами в термін до 25 січня 1945 року в село Цабуна, розташоване між населеними пунктами Слатина і Сухополє. Зазначеним особам надати сухий пайок на 3 доби. Особисту зброю здати, за винятком револьверів.

Через Вировитицький плацдарм у розташування Червоної армії в кінці грудня 1944 року — січні 1945 року вийшли декілька великих груп радянських громадян. Інші з причин ускладненого воєнного стану продовжували воювати в югославській армії.
Прізвища багатьох репатріантів містяться у реєстраційних списках збірно-пересильного пункту (ЗПП) 57-ї армії. Тут починався перший етап перевірки колишніх військовополонених і чоловіків призовного віку. Термін перебування в ЗПП для цих категорій не повинен був перевищувати 10 днів. У матеріалах, представлених на порталі «Пам'ять Народу». Архів оригіналу за 27 квітня 2021. Процитовано 6 листопада 2015., є документи ЗПП № 61, дислокованого у місті Суботиця. З них відомо, що більшість прибулих партизан, колишні військовополонені рядового та сержантського складу, направлялися до 200-го і 233-го запасних полків, а звідти розподілялися у діючі частини III-го Українського фронту. Молодь, яка раніше не служила в армії, призивалася тут же на службу польовим військкоматом. Менша частина репатріантів, колишні офіцери, а також особи, які прийшли до лав партизанів з різних німецьких частин або підозрювані в співпраці з противником, відправлялися для подальшої перевірки до перевірочно-фільтраційних таборів (ПФТ) НКВС. Згідно зі списками ЗПП № 61, репатріантів транспортували до ПФТ (спецтаборів) № 174 і № 318.
Останні знайдені відомості щодо окремих репатріантів зі складу «російських» підрозділів Осієцької бригади датовані жовтнем 1945 року.

## Пам'ять
У 1979 році в селі Слободна-Власт (громада Леваньська-Варош) був відкритий пам'ятник 27-й Осієцькій ударній бригаді. В даний час меморіал значиться в списку знесених пам'ятників.

### Сайти
- Дібрівка, Миргородський район, Полтавська область // «Історія міст і сіл Української РСР» (електронна копія 26 томного видання) : сайт. — Дата звернення: 21.07.2024.